# Bruchophagus davidi
Bruchophagus davidi är en stekelart som först beskrevs av Girault 1927.  Bruchophagus davidi ingår i släktet Bruchophagus och familjen kragglanssteklar. Inga underarter finns listade.